# Tadeusz Ślusarski
Tadeusz Ślusarski (1950. május 19. – 1998. augusztus 17.) olimpiai bajnok lengyel rúdugró.
1976-ban megszerezte Lengyelország első olimpiai aranyérmét rúdugrásban. Az 1980-as moszkvai olimpián honfitársa, Władysław Kozakiewicz mögött lett ezüstérmes. Tadeusz 13 centiméterrel ugrott kisebbet a szám döntőjében, mint Władysław.
1998. augusztus 17-én Ostromice közelében halálos autóbalesetet szenvedett. A balesetben életét vesztette a vele együtt utazó Władysław Komar is. Komar súlylökő volt, sportjában szintén olimpiai bajnok.